# João Beaufort, 1.º Conde de Somerset
João Beaufort, 1.º Marquês de Somerset e 1.º Marquês de Dorset, mais tarde apenas 1.º Conde de Somerset, KG (1373 - 16 de Março de 1410) foi o primeiro de quatro filhos ilegítimos nascidos de João de Gante, 1.º Duque de Lencastre, e da sua amante Catarina Swynford, que mais tarde se tornaria na sua esposa legitima. Beaufort nasceu por volta de 1371 e o seu último nome surgiu provavelmente do facto de o seu pai ser senhor de Beaufort, em Champagne, França.
O emblema da família era a grade que aparece na coroa da actual moeda de 1 penny britânica. João de Gante conseguiu fazer com que, em 1390, o seu sobrinho Ricardo II declarasse os Beaufort como legítimos e casou-se com a mãe deles, Catarina Swynford, em Janeiro de 1396. Apesar de serem netos do rei Eduardo III e estarem na linha de sucessão logo a seguir aos filhos legítimos do pai, os Lencastres, os Beauforts, incluindo João, estavam banidos do trono britânico.

## Juventude
Entre Maio e Setembro de 1390, João Beaufort prestou serviço militar na cruzada de Luís II, Duque de Bourbon no Norte de África. Em 1394 estava na Lituânia a prestar serviço militar com os cavaleiros teutónicos.
Em 1396, depois do casamento dos seus pais, João e os seus irmãos foram declarados legítimos através de uma bula papal. No início do ano seguinte a sua legitimação foi reconhecida por um acto do Parlamento e depois, no dia 10 de Fevereiro de 1397, João foi nomeado Conde de Somerset.
Nesse Verão o novo Conde foi um dos nobres que ajudaram Ricardo II a libertar-se dos Lords Appellant, um grupo de barões que tinha tentado retirar o poder ao rei. Como recompensa, no dia 29 de Setembro desse ano João foi nomeado Marquês de Dorset e algum tempo depois foi feito Cavaleiro da Ordem da Jarreteira e nomeado Tenente da Irlanda. Além do mais, dois dias antes da sua elevação a Marquês, casou-se com a sobrinha do rei, Margarida Holland, irmã do 3.º Conde de Kent, outro nobre que tinha apoiado o rei.
Permaneceu nas boas graças do rei mesmo depois do seu meio-irmão Henrique Bolingbroke (depois Henrique IV de Inglaterra) ter sido banido do país. Em Fevereiro de 1397 foi nomeado Almirante da frota Irlandesa, bem como Condestável de Dover e Guardião de Cinque Ports. Em Maio o seu posto de Almirante foi alargado para incluir a frota do norte.

## Carreira posterior
Depois de Ricardo II ser deposto por Henrique IV em 1399, o novo rei retirou todos os títulos que tinham sido dados pelo seu antecessor a todos os que o tinham apoiado, por isso João passou novamente a ser apenas Conde de Somerset. Apesar de tudo foi leal ao seu meio-irmão, servindo-o em vários comandos militares e em algumas missões diplomáticas importantes. Foi ele que recebeu os estados confiscados ao líder rebelde galês Owain Glyndwr em 1400, apesar de não poder entrar legalmente neles antes de 1415. Em 1404 foi nomeado Condestável de Inglaterra.

## Família
João Beaufort e a sua esposa Margarida Holland, a filha do Conde de Kent, tiveram seis filhos. Uma das suas netas, Lady Margarida Beaufort, casou-se com um filho da Rainha viúva de Inglaterra, Catarina de Valois fruto do casamento desta com Owen Tudor, criando assim um ramo poderoso na família Lencastre que permitiu que um dos frutos desse casamento, Henrique Tudor, pudesse fundamentar a sua pretensão ao trono como Henrique VII apesar do acordo que bania a família da sucessão.
Somerset morreu no Hospital de Santa Catarina perto da Torre de Londres. Foi sepultado na Capela de São Miguel dentro da Catedral da Cantuária.
Os seus filhos incluíram:
- Henrique Beaufort, 2.º Conde de Somerset (1401 – 25 de Novembro de 1418)
- João Beaufort, 1.º Duque de Somerset (baptizado a 25 de Março de 1404 – 27 de Maio de 1444)
- Joana Beaufort, Rainha dos Escoceses (1404 – 15 de Julho de 1445) casada com Jaime I da Escócia.
- Tomás Beaufort, Conde de Perche (1405 – 3 de Outubro de 1431)
- Edmundo Beaufort, 2.º Duque de Somerset (1406 – 22 de Maio de 1455)
- Margarida Beaufort, Condessa de Devon (1409 – 1449) casada com Tomás de Courtenay, 5.º Conde de Devon

## Nota
- Este artigo foi inicialmente traduzido, total ou parcialmente, do artigo da Wikipédia em inglês cujo título é «John Beaufort, 1st Earl of Somerset», especificamente desta versão.